# 国际管道公司
国际管道公司（Inter Pipeline Ltd.）是一家加拿大跨国石油、天然气运输和基础设施公司，业务为常规石油管道、天然气开采、液化石油气储存和油砂运输。它本是科氏工業的子公司，1998年在多伦多证券交易所上市。
2021年3月，其董事会拒绝了布鲁克菲尔德基础设施合伙人的收购计划，但在后者提高价格之后，于同年11月接受。